# Віллі-Родеріх Кернер
Віллі-Родеріх Кернер (нім. Willy-Roderich Körner; 26 грудня 1914, Берлін — 21 січня 1943, Середземне море) — німецький офіцер-підводник, капітан-лейтенант крігсмаріне.

## Біографія
5 квітня 1935 року вступив на флот. З грудня 1938 року — ад'ютант і радіотехнічний офіцер Дунайської флотилії. З листопада 1939 року — прапор-лейтенант в штабі командувача торпедними катерами. З жовтня 1940 по квітень 1941 року пройшов курс підводника, в квітні-травні — курс командира підводного човна. З 20 травня 1941 по 24 лютого 1942 року — командир підводного човна U-120, з 9 травня 1942 року — U-301, на якому здійснив 3 походи (разом 52 дні в морі). 21 січня 1943 року U-301 був потоплений в Середземному морі, в районі з координатами 41°27′ пн. ш. 07°04′ сх. д. торпедами британського підводного човна «Сагіб». 1 член екіпажу вцілів, 45 (включаючи Кернера) загинули.

## Звання
- Кандидат в офіцери (5 квітня 1935)
- Морський кадет (25 вересня 1935)
- Фенріх-цур-зее (1 липня 1936)
- Оберфенріх-цур-зее (1 січня 1938)
- Лейтенант-цур-зее (1 квітня 1938)
- Оберлейтенант-цур-зее (1 жовтня 1939)
- Капітан-лейтенант (1 серпня 1942)

## Нагороди
- Медаль «За вислугу років у Вермахті» 4-го класу (4 роки)
- Нагрудний знак підводника[2]